# Regret (Maupassant)
Pour les articles homonymes, voir Regret.
Regret est une nouvelle de Guy de Maupassant, parue en 1883.

## Historique
Regret est initialement publiée dans la revue Le Gaulois du 4 novembre 1883, puis dans le recueil Miss Harriet .
La nouvelle est dédiée à Léon Dierx.

## Résumé
Paul Saval est un vieux garçon de Mantes qui songe à sa vie ratée : elle a été triste et vide, et aucune femme ne l'a aimé. 
Il se rappelle avoir été secrètement amoureux de la femme de son camarade M. Sandres. Un jour, Saval avait déjeuné avec le couple sur l'herbe, au bord de la rivière et s'était promené avec Mme Sandres pendant que son mari dormait. Saval se souvient de l'attitude étrange de la dame et se demande si, à ce moment-là, elle aurait cédé à sa déclaration d'amour. Ayant peur d'avoir manqué l'occasion d'être heureux, il va chez Mme Sandres, maintenant vieille comme lui. Et elle lui avoue qu'elle aurait cédé. Il la quitte, marche longtemps dans les rues sous la pluie. Il s'assied et se met à pleurer.

## Éditions
- Regret, dans Maupassant, Contes et Nouvelles, tome I, texte établi et annoté par Louis Forestier, éditions Gallimard, Bibliothèque de la Pléiade, 1974  (ISBN 978 2 07 010805 3).